# Théorie du choix rationnel
La théorie du choix rationnel (en anglais « rational choice theory », prononcé [ˈræʃ(ə)nəl t͡ʃɔɪs ˈθɪəɹi]), ou « décision rationnelle », en microéconomie contemporaine, regroupe plusieurs théories de l'action qui, de manière générale, attribuent aux agents un comportement rationnel, lequel, en raison de préférences, dénote une recherche du plus grand profit pour le moindre mal. Elles ont été développées en économie (où elles constituent un paradigme dominant), en sociologie (où elles sont en concurrence avec d'autres paradigmes) et en psychologie, notamment en  criminologie. Dans la littérature anglo-saxonne, la théorie du choix rationnel est également l'un des paradigmes dominants en science politique et un outil utilisé pour étudier les choix publics.
Très répandue et partagée, elle fait l'objet de nombreuses critiques, fondées notamment sur la réfutation de l'idée que l'individu est guidé par le seul calcul de ses intérêts.

## Origines et naissance du concept

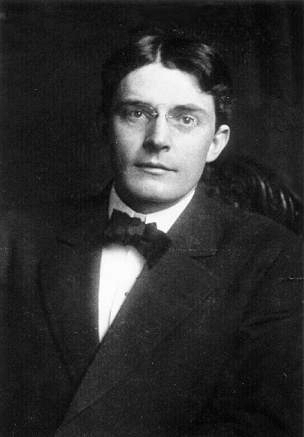
John Watson, initiateur du béhaviorisme aux États-Unis en 1913.

Le concept s'inscrit principalement dans l'héritage des idéologies anglo-saxonnes qui se sont développées et connectées aux XVIIe et XVIIIe siècles : l'individualisme, l'empirisme puis le libéralisme économique et l'utilitarisme. Comme elles, il est porté par la volonté de justifier l’idée que le capitalisme est cohérent avec la nature humaine.
Les théories du sociologue allemand Max Weber, au début du XXe siècle, constituent également une source ; notamment ses concepts de "processus de rationalisation", "rationalité en finalité" (Zweckrationalität) et "rationalité en valeur" (Wertrationalität).
Troisième source d'influence importante, le béhaviorisme, paradigme de la psychologie scientifique apparu aux États-Unis au début du XXe siècle, selon lequel le comportement observable d'un individu est essentiellement conditionné par l'histoire de ses interactions avec son environnement. 
En appliquant les principes de l’école néoclassique et du béhaviorisme à l’analyse des faits sociaux, le sociologue américain George C. Homans élabore au début des années 1960 une « théorie de l'échange social » qui fait de lui l’un des premiers propagateurs de la théorie du choix rationnel dans les sciences sociales.

## Principe général et impact

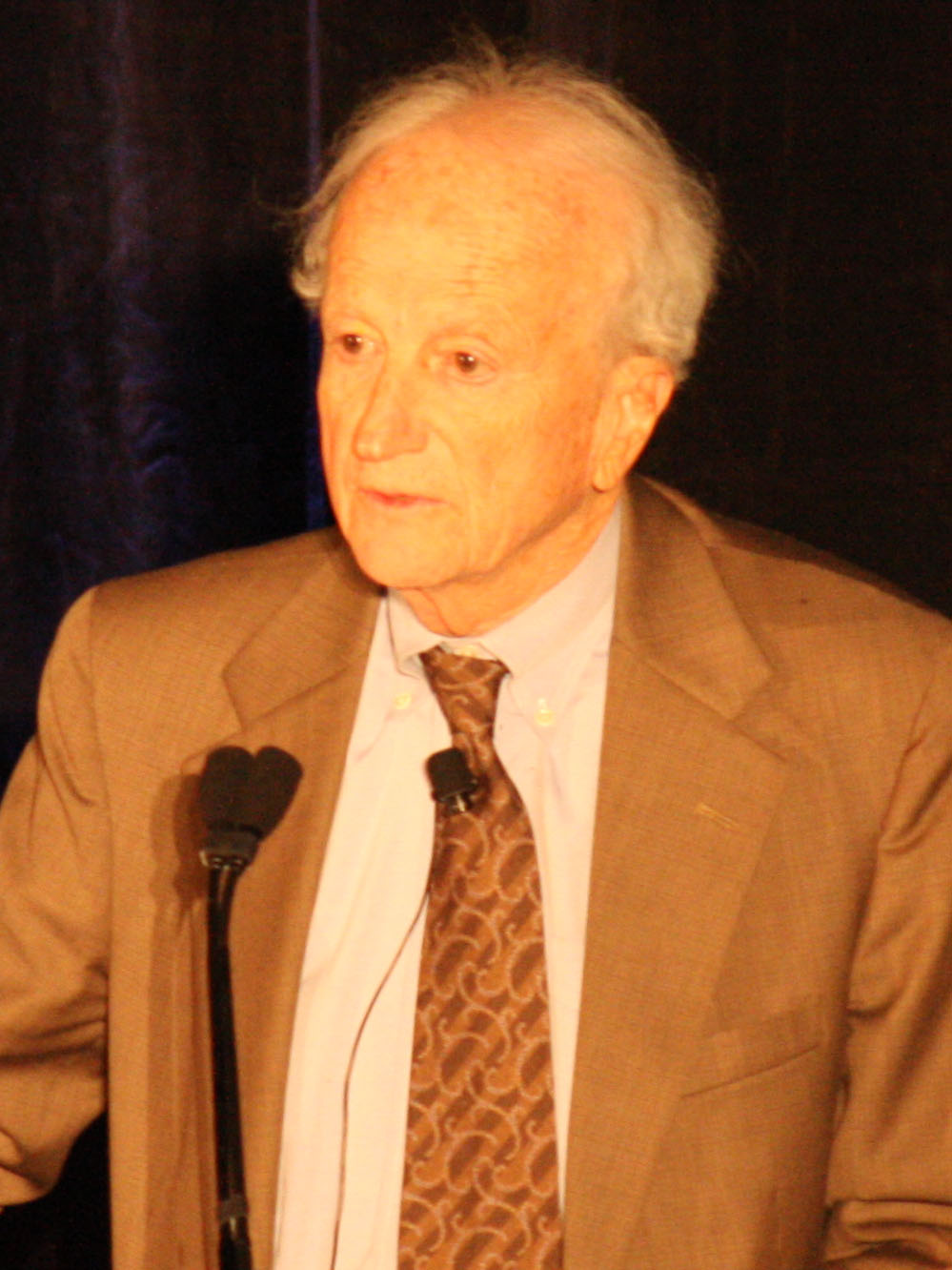
Gary Becker, l'un des promoteurs de la théorie du choix rationnel.

La théorie du choix rationnel est un ensemble d’idées apparues dans le domaine économique en vue d’expliquer comment les individus prennent des décisions et présupposant que celles-ci sont essentiellement rationnelles, visant la recherche du plus grand bénéfice au moindre coût.
Pour Raul Magni-Berton, « un individu est rationnel si :
- il a des préférences transitives et symétriques. Ce qui signifie que, quels que soient ses désirs, s'il préfère l'option A à l'option B et l'option B à l'option C, il préférera également l'option A à l'option C ;
- il vise à satisfaire ses préférences par des inférences logiquement, mathématiquement ou statistiquement correctes. Autrement dit, il raisonne correctement à partir des informations dont il dispose. Ce deuxième point est en réalité un corollaire du premier dans la mesure où symétrie et transitivité sont des postulats de base de la logique et des mathématiques[6]. »

Le concept a été intégré plus tard dans les domaines de la psychologie et de la sociologie, avec le même objectif : expliquer les mécanismes par lesquels les individus retiennent des options et en rejettent d’autres. Particulièrement significative, l'approche de Gary Becker relève de « l'impérialisme économique », selon ses propres termes : il entend appliquer ses analyses non pas seulement aux comportements qui relèvent conventionnellement de l'économie mais aussi à tous les autres. On lui dit d'avoir valorisé le concept de « capital humain ».
La théorie du choix rationnel s'appuyant sur des données statistiques, elle s'inscrit dans un contexte de technicisation croissante de l'économie et de ses capacités à modéliser mathématiquement les comportements humains de sorte à prétendre au statut de science. 
La revue américaine Rationality and Society, fondée en 1989, incarne assez bien le concept. L'analyse d'optimalité est un outil efficace, important et simple, pour autant les choix sages ne sont pas assurés. Pour exposer la puissance du cadre individualiste et optimisant, il y a deux approches. L'une est un "modèle d'aspiration" essentiellement formulé par Hayden. Il défend un modèle conduit par la richesse et l'innovation technique.

## Critique du concept
Selon le Français Raymond Boudon, la théorie du choix rationnel ne permet pas d’expliquer de nombreux faits sociaux, notamment les comportements fondés sur des croyances, ceux fondés sur des prescriptions ("croyances normatives") et les comportements solidaires, qu'il considère comme "non égoïstes". 
Questionnant les difficultés des individus à agir conformément à leurs préférences, le philosophe et sociologue norvégien Jon Elster analyse leurs stratégies pour contrecarrer la faiblesse de leur volonté. Selon lui, ils sont souvent moralement incapables de prendre des décisions.
Selon Pierre Bourdieu, le fait que « la recherche purement individuelle de la maximisation du profit [soit] instituée en modèle de rationalité » » participe de « l'essence du néolibéralisme ». Certains essayistes estiment par ailleurs en 2009 que « si les acteurs économiques se comportaient selon la théorie du choix rationnel, nous ne serions pas en pleine crise économique. ».
Dans le sillage du sociologue et économiste américain Herbert Simon, leurs contradicteurs leur rétorquent qu'il arrive aux acteurs que leur rationalité soit limitée en termes de capacité cognitive et d'information disponible.

## Principaux théoriciens
La théorie du choix rationnel constitue un courant majeur de l'économie. De nombreux économistes la soutiennent quand d'autres remettent  en cause sa pertinence.
- Kenneth Arrow
- Robert Axelrod
- Gary Becker
- James M. Buchanan
- Raymond Boudon
- James Coleman
- Anthony Downs
- Jon Elster
- Hartmut Esser (de)
- George C. Homans
- Steven Levitt
- Siegwart Lindenberg
- Mancur Olson
- Karl-Dieter Opp (de)
- Adam Przeworski
- John Goldthorpe